# Rolf Gehlhaar
Rolf Gehlhaar (* 30. Dezember 1943 in Breslau, Niederschlesien, heute Wrocław, Polen; † 7. Juli 2019) war ein US-amerikanischer Komponist, Professor für Experimentelle Musik an der Coventry University (England) und Forscher in den unterstützenden Technologien für Musik bzw. für das Musizieren.

## Leben
Gehlhaar war der Sohn eines deutschen Raketenwissenschaftlers, der im Jahr 1953 in die Vereinigten Staaten emigrierte, um in einem Forschungszentrum für Raketenentwicklung in New Mexico zu arbeiten (Montague 2001; Schürmann 1976, 20). Obwohl er sich bereits im Alter von acht Jahren oder jünger für Musik interessierte, konnte es sich die Familie in den Nachkriegsjahren finanziell nicht leisten, ihm das Erlernen eines Instruments zu ermöglichen, und so begann Rolf erst im Alter von fünfzehn Jahren Klavier zu spielen, und etwa zur gleichen Zeit begann er bereits, aus Spaß zu komponieren (Schürmann 1976, 20). Im Jahre 1958 nahm er die amerikanische Staatsbürgerschaft an und studierte an der Yale University und der University of California, Berkeley (Montague 2001). Anfangs hatte er Medizin studiert, wechselte aber bald im Hauptfach zu Philosophie und Wissenschaftstheorie; in Yale besuchte er dann einen Kurs in Kompositionslehre, was eine erleuchtende Erfahrung für ihn war (Schürmann 1976, 20). 1967 zog er nach Köln, Deutschland, um Assistent von Karlheinz Stockhausen zu werden und wurde darüber hinaus Mitglied seines Ensembles (Montague 2001). Im Jahr 1969 gründete er zusammen mit Johannes Fritsch und Johann David C. Johnson das Feedback Studio in Köln, ein Zentrum und Verlag für darstellende neue Musik. Später zog er nach England, wo er im Jahr 1979 zu einem Gründungsmitglied der Electro-Acoustic Music Association von Großbritannien wurde. 2002 wurde er Dozent für Design und Digitale Medien an der Coventry University; danach war er Professor für Experimentelle Musik an der Coventry University, School of Art & Design. Er war außerdem ein Gründungsmitglied des British Paraorchestra und dessen Technischer Direktor.
Seine Werke sind sowohl für akustische und elektro-akustische mediale Anwendungsbereiche ausgelegt, obwohl er vor allem für seine Arbeit mit Computer gesteuerten Kompositionen bekannt war und für seine interaktiven Installationen wie Sound = Space (1985), HeadSpace (2000), CaDaReMi (2006), Walking on Earth (2007). Er hat viele Jahre mit Luis Miguel Girao von Artshare, Aveiro, Portugal (Anon. n. d.) zusammengearbeitet.

## Ausgewählte Kompositionen
- Beckenstück for 6 amplified cymbals (1969)
- Klavierstück 2-2 for 2 pianos (1970)
- Phase for orchestra and time delay (1972)
- Musi-ken for string quartet (1972)
- Liebeslied for orchestra and alto (1974)
- Solipse for cello and tape delay (1974)
- Five German Dances for 4-track tape (1975)
- Resonanzen for 8 orchestral groups (1976)
- Lamina! for orchestra and trombone (1977)
- Polymorph for bass clarinet and tape delay (1978)
- Linear A for marimbaphone (and bass marimba) (1978)
- Strangeness, Charm and Colour for piano, 2 Tp and Tbne (1978)
- Fluid for clarinet, violin, cello and piano (1980)
- Sub Rosa for 4-track tape (1980)
- Step by Step...music for ears in motion real-time computer generated 3-dimensional sounds with 4 instruments, (IRCAM 1981)
- Tokamak for orchestra and piano (1982)
- Naiiri for amplified violin (or electric violin or viola) (1983)
- Sound=Space interactive computer controlled musical environment (1985)
- Diagonal Flying for piano and live electronics (1989)
- Chronik for 2 pianos, 2 percussionists & electronics (1991)
- Cusps, Swallowtails, and Butterflies for amplified percussion and tape in a Sound=Space (1992)
- Grand Unified Theory of Everything for flute, bass clarinet and piano (1992)
- Quantum Leap for piano (1994)
- Sonnet for mixed choir (8-8-8-8) (1996)
- Astral Shadows for 6 dancers in a Sound=Space (1997)
- Divine Wind for saxophone quartet (S,A,T,Bar.) (1997)
- Waiting for Rain for soprano, flute, violin, viola da gamba and 2 harpsichords (1998)
- Cybersong for tenor and wearable electronics (2003)
- Multiverse for a camera-based performance system (2006)
- Viagem for an orchestra of disabled musicians, a Casa da Musica project (2010)
- Song for alto saxophone (2012)

## Publikationen
- R. Gehlhaar, L. M. Girao, P. Rodrigues, R. Penha: Instrument for Everyone: Designing New Means of Musical Expression for Disabled Creators Casa da Musica, Porto; DRHA 2010 Conference Proceedings, Brunel University 2010
- R. Gehlhaar, L. M. Girao, P. M. Rodrigues: CaDaReMi, an Educational Game. In: ICDVRAT. Intl Journal for Disability and Human Development 2010.
- A. P. Almeida, L. M. Girao, R. Gehlhaar, P. Rodrigues, H. Rodrigues: SOUND=SPACE: Music Perception in Action. In Proceedings of 5th International Conference on Multimedia and Information and Communication Technologies in Education (Porto, April 2009), Formatex, 1199–1203. Available at formatex.org
- R. Gehlhaar, L. M. Girao, P. M. Rodrigues, A. P. Almeida: Musical Topologies in Sound=Space. In: 28th ISME World Conference. Bologna, Italy. 2008.  (CD-ROM / ISBN 978-0-9804560-2-8)
- A. P. Almeida, L. M. Girao, R. Gehlhaar, P. Rodrigues: SOUND=SPACE Update at Casa da Musica. In: Proceedings of 2nd European Conference on Development Psychology of Music Perception (Roehampton, September 2008). Roehampton University, S. 80–84.
- A. P. Almeida, L. M. Girao, R. Gehlhaar, P. Rodrigues, P. Neto, M. Monica: SOUND=SPACE OPERA. in Proceedings of 7th International Conference on Disability Virtual Reality and Associated Technologies with ArtAbilitation (Maia, September 2008), ICDVRAT/University of Reading, S. 347–354.
- R. Gehlhaar, P. Rodrigues, L. Girao: Cybersong Nime’05, May 26–28, 2005. Vancouver, BC, Canada.

## Ausgewählte Ausstellungen & Aufführungen
- SONG for alto Saxophone, Aveiro, Portugal 2012
- VIAGEM, orchestral composition for 80 disabled musicians, premiered April 2010 at Casa da Musica, Porto, Portugal